# Jeunes Patriotes
Jeunes Patriotes ou Jovens Patriotas (nome oficial em francês:  Alliance des jeunes patriotes pour le sursaut national) refere-se a um movimento juvenil de apoio ao Presidente da Costa do Marfim Laurent Gbagbo e à seu partido Frente Popular Marfinense (FPI) surgido no contexto da Primeira Guerra Civil da Costa do Marfim. Tratou-se de um movimento político ultranacionalista marfinense, fundado e liderado por Charles Blé Goudé, apelidado de général des patriotes. Este movimento é considerado uma milícia próxima da Frente Popular Marfinense pela mídia africana, internacional, parte da mídia marfinense e várias ONGs internacionais..
Atraiu controvérsia e condenação internacional pelo suposto envolvimento em execuções extrajudiciais e manifestações organizadas pelo grupo. A organização além de nacionalista, opõe-se à islamização do país: os partidários de Gbagbo tendem a ser cristãos do sul, em oposição às forças rebeldes do norte muçulmano.

## Criação
Blé Goudé fundou o Congresso Pan-Africano dos Jovens e dos Patriotas (em francês:  Congrès Panafricain des Jeunes et des Patriotes, COJEP) em junho de 2001, no final de seu mandato como líder de outro movimento juvenil na Costa do Marfim, a Federação Estudantil e Escolar da Costa do Marfim (FESCI). O novo movimento que ele criou apoiava ferozmente Laurent Gbagbo, eleito no ano anterior.
Em 26 de setembro de 2002, dentro de uma semana após o golpe de Estado fracassado do exército marfinense, Blé Goudé, que estava em Manchester terminando um curso, regressou a Abidjan para mobilizar o COJEP junto com vários outros movimentos juvenis, fundindo-os numa versão mais militante do grupo chamado Aliança dos Jovens Patriotas pela Sobrevivência Nacional (Alliance des jeunes patriotes pour le sursaut national).
Esta nova organização incorporou:
- COJEP - organização original de Blé Goudé;
- Federação Estudantil e Escolar da Costa do Marfim (FESCI) - outra organização estudantil leal a Gbagbo;
- Sorbonne, uma reunião e espaço de discussão de jovens pró-FPI localizado no centro de Abidjan;
- Mouvement ivoirien pour le rapatriement d'Alassane Ouattara;
- Mouvement pour la conscience républicaine de Thierry Legré;